# Держава (украинская партия)
Держава (укр. Держава) — украинская политическая партия пророссийского толка, зарегистрированная 11 января 1999 года, которая сформировала коалицию с Прогрессивной социалистической партией Украины против Оранжевой революции. Её прежнее название было «Единая Русь» (укр. Русь Єдина).

## История
Основана в 1999 году. Партия участвовала в выборах в Верховную Раду 2006 года в составе избирательного блока «Держава-Трудовой союз», набрав 0,14 % голосов. В 2006 году партию возглавил Геннадий Васильев. Партия не участвовала в выборах 2002 и 2007 годов.
В 2004 году присоединилась к соглашению о создании избирательной коалиции пророссийских сил в поддержку Виктора Януковича. В 2020 году главой стал Дмитрий Василец.
Презентация обновленной партии состоялась 1 мая 2021 года
По состоянию на февраль 2022 года не имела представительства в органах власти.
Держава была одной из нескольких политических партий, работа которых была приостановлена Советом национальной безопасности и обороны Украины после вторжения России на Украину в 2022 году, наряду с Левой оппозицией, Нашими, Оппозиционным блоком, Оппозиционной платформой — За жизнь, Партией Шария, Прогрессивной социалистической партией Украины, Социалистической партией Украины, Союзом левых и Блоком Владимира Сальдо.
14 июня 2022 года Восьмой апелляционный суд Львова запретил деятельность партии «Держава».
Среди членов партии можно назвать Кирилла Стремоусова и Геннадия Васильева.

## Руководство
- Геннадий Васильев — глава партии с 2005 по 2019.
- Василец Дмитрий — глава партии с 2020 года

## Структура[2]
- Дмитрий Тодоров - заместитель председателя партии
- Александр Семченко - член политсовета
- Егор Мыслывец - член политсовета
- Геннадий Борисичев - член политсовета
- Олег Лебезун - член ревизионной комиссии
- Александр Пилкин - стратегический советник
- Виктор Малафеев  - стратегический советник
- Александр Нестеренко - стратегический советник